# Josip Pavić
Josip Pavić, född 15 januari 1982 i Split, är en kroatisk vattenpolomålvakt. Han ingick i Kroatiens landslag vid olympiska sommarspelen 2008 och 2012.
Pavić fick sin debut i OS-sammanhang i Peking där Kroatien nådde en sjätteplats. I London tog han OS-guld i herrarnas vattenpoloturnering.
Pavić tog VM-guld i samband med världsmästerskapen i simsport 2007 i Melbourne. EM-guld tog Pavić 2010 på hemmaplan i Zagreb.